# Подшиваленко, Павел Дмитриевич
Павел Дмитриевич Подшиваленко (род. 24 июня 1913) — советский банковский деятель, преподаватель высшей школы. Председатель правления Промстройбанка СССР (1948—1961, 1972—1973). Участник Великой Отечественной войны. Член КПСС.

## Биография
Родился в 1913 году в Курской области. Член КПСС.
Послужной список:
- 1930 кредитный инспектор областной конторы банка
- ? - ? учился в Московском финансово-экономическом институте,
- ? - ? старший финансовый инспектор Воронежского областного филиала Наркомфина, ассистент кафедры Торгово-товароведческого института, преподаватель денежного обращения и кредита школы банковского ученичества и курсов ответственных работников Госбанка,
- 1936-1941 старший кредитный инспектор, начальник отдела, заместитель управляющего Воронежской конторой Промбанка;
- 1941 - 17.07.1944 на военной службе в составе 62-го учебного радиополка, капитан административной службы,
- 1944 - ? управляющий Латвийской республиканской конторой Промбанка СССР;
- -1948 заместитель управляющего,
- ?-1961 управляющий, председатель правления Промстройбанка СССР,
- 1961-1972 первый заместитель председателя правления Промстройбанка СССР, в
- 1972-1973 новь председатель правления Промстройбанка СССР,
- 1973-1983 вновь первый заместитель председателя правления Промстройбанка СССР.

С 1983 года на пенсии.
Профессор МИСИ.
Был одним из основателей и членом редколлегии журнала «Экономика строительства» с 1959 по 1987 г.
Умер в Москве после 1992 года.

## Сочинения
- Совершенствование экономических отношений в строительстве и финансы. — М. : Финансы и статистика, 1986. — 190, [1] с.
- Кадры, производительность труда и заработная плата в строительстве: Метод. материал / М-во высш. и сред. спец. образования СССР. Моск. инж.-строит. ин-т им. В. В. Куйбышева. Фак. повышения квалификации руководителей строит. организаций. — М., 1971. — 55 с.
- Новое в финансировании строительства. — М. : Финансы, 1968. — 112 с.
- Развитие хозяйственной реформы в строительстве и финансы / П. Д. Подшиваленко. — М. : Финансы, 1976. — 287 с.
- Финансирование строительства. — М. : Госфиниздат, 1956. — 199 с.
- Хозяйственная реформа в строительстве и финансы. — М. : Финансы, 1970. — 223 с.
- Основы экономических знаний: [Учеб. пособие для сред. ПТУ]. — М. : Стройиздат, 1987. — 141, [1] с.
- Капитальное строительство в СССР (1965—1985 гг.) / [П. Д. Подшиваленко, Л. Д. Левченко, В. И. Щегловский и др.]. — 2-е изд., перераб. и доп. — М. : Стройиздат, 1984. — 190 с.
- Роль банка в повышении эффективности капитальных вложений / [Подшиваленко П. Д., М. А. Пессель, В. А. Гнатов и др.]. — М. : Финансы, 1980. — 205 с.